# Une cour hollandaise
Deux hommes, femme et enfant dans une cour est une huile sur toile peinte en 1658-1660 par Pieter de Hooch. Elle est aussi titrée
«Une cour hollandaise».
Elle est exposée à la National Gallery of Art de Washington
.
Une réplique est visible à la Mauritshuis de La Haye
.

## Sujet
Dans la cour d’une maison de briques, deux soldats plaisantent avec une servante.
L'un tire une bouffée d'une pipe en terre,
l'autre regarde la servante boire de la bière dans un passe-verre, comme dans un jeu à boire traditionnel.
Le second soldat est barbu et porte une cuirasse sur une chemise marron.
À droite, une fillette apporte des braises incandescentes pour les pipes des soldats.
D'une porte ouverte dans un des murs de la cour part un chemin qui, le longe d'une cour boisée, conduit à une maison éloignée
.
Derrière les personnages, est visible la vieille ville de Delft, notamment, par dessus le mur de gauche, la tour de Nieuwe kerk, montrant que De Hooch y exerçait à cette période (école de Delft) et appartenait à la guilde de Saint-Luc
.
Comme dans Femme et enfants dans une cour, il s'agit sans doute de vues depuis les jardins donnant sur les canaux de la vieille ville (nl). C'est là que vivait la future femme de De Hooch et probablement là que le couple habitera. De Hooch, qui a souvent exercé sa liberté artistique sur les motofs architecturaux, a ici omis les petites flèches du sommet de la tour.
Comme dans les autres peintures de De Hooch, l'harmonie, sensible entre ses personnages, reflètent sans doute l'expérience personnelle du peintre: la serveuse et les soldats rappellent que De Hooch avait été au service d'un marchand de lin, Justus De La Grange, vers 1650
.
Les enfants du peintre, un fils né en 1655 et une fille en 1656, avaient l'âge de cette fillette de droite
.

## Composition etpentimenti
La réflectographie infrarouge donne quelques indications sur l’œuvre et ses pentimenti:
1. la fillette, devant l'angle de la maison, sous le volet rouge-orange de la fenêtre, est un peu plus haut et plus à droite qu’initialement, ce qui balance un peu l’éloignement des personnages principaux [1];
2. la femme était tête droite, levait son verre un peu plus haut, et avait le pied placé un peu différemment;
3. la clôture passait derrière les deux hommes assis;
4. le soldat à cuirasse tenait plus haut sa chope de bière, celle-ci cachant son coude;
5. le portail laissait voir un deuxième arbre, plus mince;
6. le toit de ce portail a probablement été peint après ces arbres, qu’il couvre en partie;
7. enfin, le mur de la maison se terminait plus bas, n'atteignant pas le cadre.

## Restauration
L'œuvre ne montre qu’une légère abrasion.
Au cours des années 1930 a eu lieu aux Pays-Bas un premier traitement
.
La dernière restauration, en 2002, traite par inpainting, les seules zônes montrant une abrasion sévère: les arbres du fond, une zone étroite du haut du ciel, le visage de la petite fille, le tablier bleu de la femme, et le manteau d'un des hommes.

## Réplique de la Mauritshuis

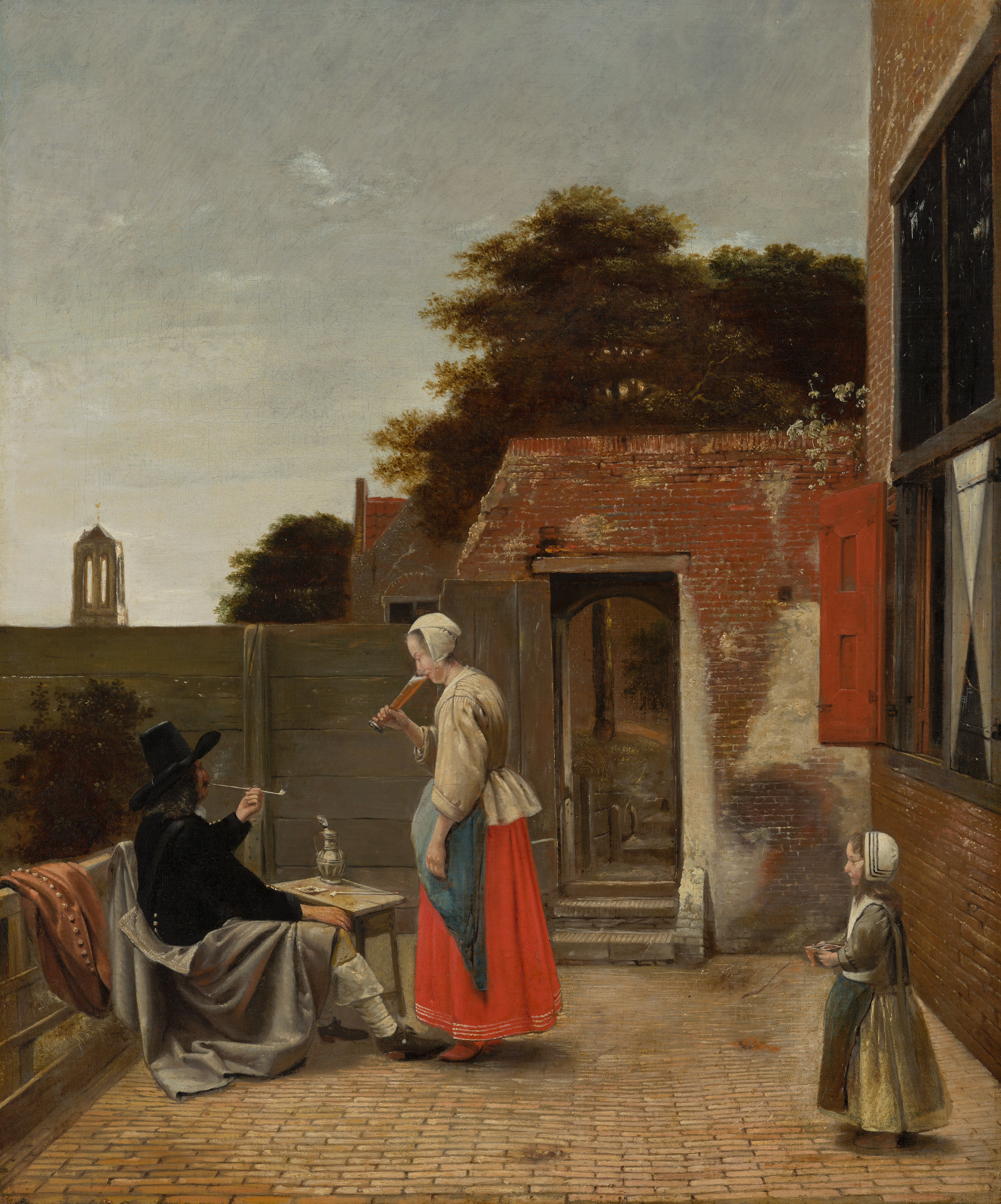
La réplique à la Mauritshuis diffère au premier coup d'œil par l'absence du deuxième soldat.

Une réplique autographe, parfois dite de moindre qualité, est présente à la Mauritshuis, à La Haye. La radiographie montre que le soldat de face y faisait initialement partie de la composition, et a ensuite été enlevé par un repeint d'une autre main. La cuirasse portée par ce soldat correspond à celles que l'on trouve dans d'autres toiles de De Hooch de la même période, notamment «Soldat payant une serveuse», de 1658.
Cette réplique apparait sous le titre « Un homme qui fume et une femme buvant dans une cour », il est vendu par la John Smith Gallery de Londres pour 300 livres en 1822, et rejoint les collections de la Mauritshuis en 1947.

## Historique du tableau de la National Gallery
Une aquarelle de 1783 d'un certain W. J. Laquy, peintre allemand actif à Amsterdam, représente un intérieur néerlandais inconnu sur un mur duquel un cadre doré contient la toile aujourd'hui à Washington.
On se sait rien d'autre de l'histoire de cette toile avant qu'en août 1820 la vende un certain C.S Roos au marchand d'art R.W.P de Vries. Celui-ci la vend ensuite à un Isaac Van Eyck pour 600 ou 750 florins.
Elle est achetée un peu plus tard par un M. Mason à Paris, où
Lionel de Rothschild l'acquiert avant 1843. À la mort de Lionel, son fils Nathan Mayer Rothschild (1er baron Rothschild) en hérite. Par échange ou vente, il en passa la propriété à son frère, le baron Alfred de Rothschild, pour Halton House (en), près de Wendover, Buckinghamshire.
Avant sa mort en 1918, Alfred de Rothchild a légué le tableau à sa fille illégitime, Almina Victoria, comtesse de Carnarvon, qui la vend en 1924 aux frères Duveen. En novembre de cette année-là, Duveen le cède à Andrew W. Mellon, homme politique éminent et philanthrope. En décembre 1934, la toile rejoint la fondation Mellon (l'A.W. Mellon Educational and Charitable Trust), qui offre en 1937 le tableau à la National Gallery of Art.